# Comté de Waukesha
Le comté de Waukesha est un comté situé dans l'État du Wisconsin aux États-Unis. Son siège est Waukesha. Selon le recensement de 2000, sa population était de 360 767 habitants.

## Politique
Le comté de Waukesha est considéré comme le principal bastion républicain du Wisconsin. Au niveau du pays, il s'agit de l'un des comtés de banlieue les plus favorables au Parti républicain.